# Зенст
Зенст (нем. Senst) — деревня в Германии, в земле Саксония-Анхальт. Входит в состав города Косвиг (Анхальт) района Анхальт-Цербст.
Население составляет 239 человек (на 31 декабря 2006 года). Занимает площадь 12,45 км².
Впервые упоминается в 1228 году, первое упоминание сельской церкви относится к 1275 году.
До 31 декабря 2008 года Зенст имел статус общины (коммуны). 1 января 2009 года вошёл в состав города Косвиг (Анхальт).

## Достопримечательности
Церковь Святого Петра, построенная в XIII веке. В 1744 году перестроена в стиле барокко. Колокольня построена в 1904 году.